# Tonio Borg
Tonio Borg (Floriana, 12 de mayo de 1957) es un político maltés, comisario europeo de Salud Comisión Barroso II desde el 21 de noviembre de 2012. Hasta la fecha ocupaba el cargo de ministro de Asuntos Exteriores de Malta.

## Biografía
Estudió con los jesuitas y se graduó en Derecho con cum laude en la Universidad de Malta en 1979. Se especializó en Derechos Humanos.
Con 17 años se afilia a las juventudes del Partido Nacionalista y se convertiría en miembro de la Ejecutiva de dicho partido en 1978. Fue elegido diputado en el Parlamento en 1992 y en las siguientes elecciones (1996, 1998, 2003 y 2008).
En 1995 y con 38 años, se convierte en ministro del Interior, cargo que mantendría hasta 2008. A lo largo de estos años iría añadiendo a Interior diferentes competencias como Justicia, Gobierno Local, Medio Ambiente, Urbanismo o Patrimonio. Ya en marzo de 2004 fue elegido vicepresidente del Partido Nacionalista y, poco tiempo, después, fue nombrado vice primer ministro y presidente del Parlamento.
Desde noviembre de 2012, es comisario europeo de Salud.